# Mária oltalma templom
A Mária oltalma templom a Nyerl-folyón (oroszul: Церковь Покрова на Нерли, Cerkov Pokrova na Nyerli) – templom Oroszország Vlagyimiri területén, Vlagyimirtől 13 km-re északkeletre, Bogoljubovo falu mellett. A középkori orosz építészet egyik kivételesen szép alkotása. 
A templomot I. András vlagyimiri nagyfejedelem (Andrej Bogoljubszkij) emeltette 1165-ben meghalt fia emlékére. Feltételezések szerint fiát a templom alá temették el. Az épület a Kljazma-folyó holtága melletti vizenyős réten, mesterségesen kialakított dombon áll, régen valószínűleg itt volt a Nyerl folyó torkolata (a folyó azóta megváltoztatta medrét). 5 m-nél mélyebb alapozását agyaggal töltötték  ki, hogy az épület a folyó árvizeinek is ellenálljon.
Az egykupolás, négyzetes alaprajzú, keresztboltozatos templom homlokzata három függőleges részre tagolódik. Külső falait eredeti, 12. századi faragványos díszek borítják, központi figurájuk az áldást osztó Dávid király; több állatábrázolás is fennmaradt. Belső falainak freskói egy 19. századi felújítás során elpusztultak. 
A magában álló kis templom elsősorban tökéletes arányairól híres.
A Mária oltalma templomot a Vlagyimir és Szuzdal fehér műemlékei  részeként 1992-ben felvették UNESCO világörökség listájára.